# 洞窟城堡

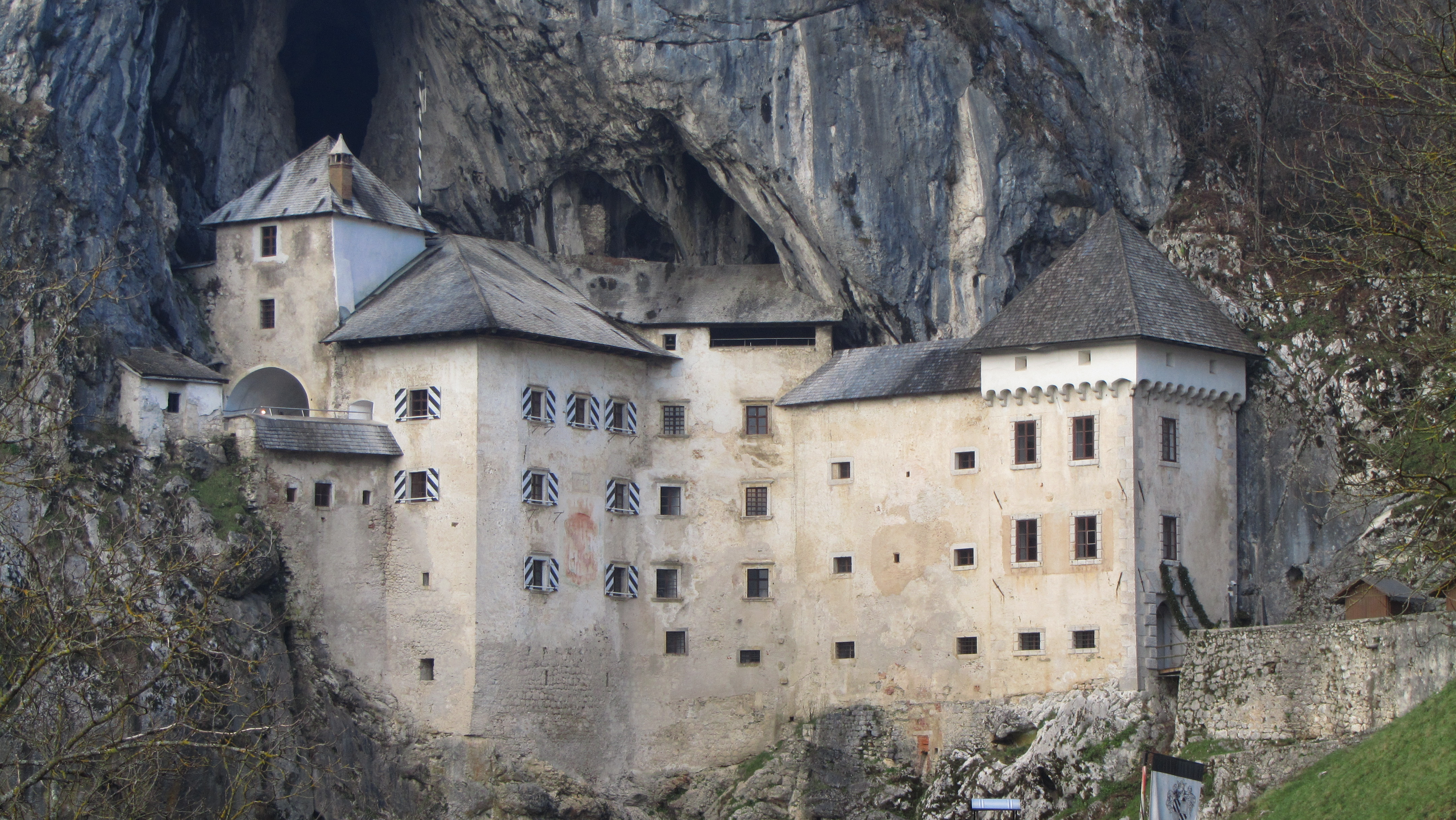
洞窟城堡

洞窟城堡是位於斯洛維尼亞內卡尼奧拉地區的一座文藝復興式城堡。距波斯托伊納洞有9公里。

## 外部連結
- Postojna Tourist Office link
- Panoramas of Predjama castle （页面存档备份，存于） （英文）
- Article about the castle with pictures （页面存档备份，存于） （英文）

45°48′55″N 14°07′36″E / 45.81528°N 14.12667°E